# Pteropus neohibernicus
Pteropus neohibernicus é uma espécie de morcego da família Pteropodidae dogênero Pteropus. Ele é encontrado em áreas de terras baixas da Nova Guiné e no Arquipélago de Bismarck. Estudos indicam que sua espécie mais próxima pode ser Pteropus conspicillatus [en] ou, alternativamente, um grupo que inclui Pteropus pelewensis [en] e Pteropus tonganus [en]. Reconhecem-se duas subespécies. Com até 1,6 kg, está entre os morcegos mais pesados do mundo e é o maior da Melanésia. É um animal gregário, que vive em colônias com centenas ou milhares de indivíduos. Devido à sua ampla variação de cores, possui diversos sinônimos taxonômicos, como Pteropus degener, Pteropus papuanus e Pteropus sepikensis. Pode forragear durante o dia ou à noite em busca de frutas, como figos ou frutos da família Sapotaceae. É classificado como espécie pouco preocupante pela IUCN, embora suas populações tenham sido impactadas por uma possível doença e pela caça para consumo como carne de caça em sua área de distribuição.

## Taxonomia
Pteropus neohibernicus foi descrito em 1876 pelo naturalista alemão Wilhelm Peters. Ele o classificou como uma variedade de Pteropus melanopogon [en], Pteropus melanopogon var. neohibernicus. O holótipo foi coletado na ilha de Nova Irlanda, parte da Papua-Nova Guiné, por Carl Hüsker. O termo neohibernicus vem do latim e significa "da Nova Irlanda". Duas subespécies são reconhecidas:
- P. n. hilli Felten, 1961
- P. n. neohibernicus Peters, 1876

A subespécie nominal, P. n. neohibernicus, ocorre em Nova Bretanha e no continente da Nova Guiné, enquanto P. n. hilli é encontrada nas Ilhas do Almirantado.
A ampla variação em padrões de cores levou a vários sinônimos taxonômicos, incluindo Pteropus degener (Peters, 1876), que o zoólogo irlandês George Edward Dobson classificou em 1878 como uma variedade de P. melanopogon. Na mesma publicação, ele manteve P. neohibernicus como outra variedade de P. melanopogon, conforme descrito inicialmente em 1876. O mamalogista dinamarquês Knud Andersen [en] escreveu em 1912 que P. neohibernicus não era uma variedade de P. melanopogon. Ele também sugeriu que Peters errou ao indicar as Ilhas Aru como localidade-tipo de P. degener, acreditando que o espécime veio do Arquipélago de Bismarck. Em 1889, o zoólogo britânico Oldfield Thomas descreveu Pteropus coronatus a partir de um espécime coletado na Ilha Mioko [en]. Contudo, Andersen observou que se tratava de um espécime jovem de Pteropus neohibernicus com uma mancha escura em forma de "T" no rosto, tornando P. coronatus um sinônimo de P. neohibernicus. Pteropus papuanus, descrito em 1881 por Peters e pelo naturalista italiano Giacomo Doria, foi mantido como espécie distinta por Andersen, que notou que a única diferença significativa era a pelagem mais clara nas costas de P. neohibernicus. O biólogo americano Colin Campbell Sanborn [en] descreveu P. sepikensis em 1931, a partir de um espécime coletado perto do rio Sepik, no nordeste da Nova Guiné. Em 1954, os mastozoólogos britânicos Eleanor Mary Ord Laurie [en] e John Edwards Hill [en] consideraram Pteropus papuanus uma subespécie de P. neohibernicus, Pteropus neohibernicus papuanus, e sugeriram que P. sepikensis fosse provisoriamente tratado como subespécie de P. melanopogon. Em 1979, o zoólogo americano Karl Koopman [en] concluiu que não havia diferenças entre P. n. papuanus ou P. m. sepikensis e P. n. neohibernicus, considerando ambos sinônimos de P. n. neohibernicus.

Um estudo de 2019, baseado em DNA nuclear, indica que, dentro do gênero Pteropus, Pteropus neohibernicus é mais próximo de P. conspicillatus. No entanto, com base em DNA mitocondrial, ele é táxon irmão de um clado que inclui P. pelewensis e P. tonganus, enquanto Pteropus conspicillatus é irmão de um clado que inclui P. yapensis e P. admiralitatum [en]. A discordância entre os dados nucleares e mitocondriais sugere uma história evolutiva complexa entre essas seis espécies. Como Pteropus neohibernicus e Pteropus conspicillatus coexistem na Nova Guiné, a hibridização entre eles em algum momento pode ter influenciado suas relações evolutivas. Essas seis espécies pertencem ao grupo de espécies griseus dentro de Pteropus, que também inclui Pteropus ocularis [en], Pteropus alecto [en], Pteropus griseus [en] e Pteropus hypomelanus [en].

## Descrição

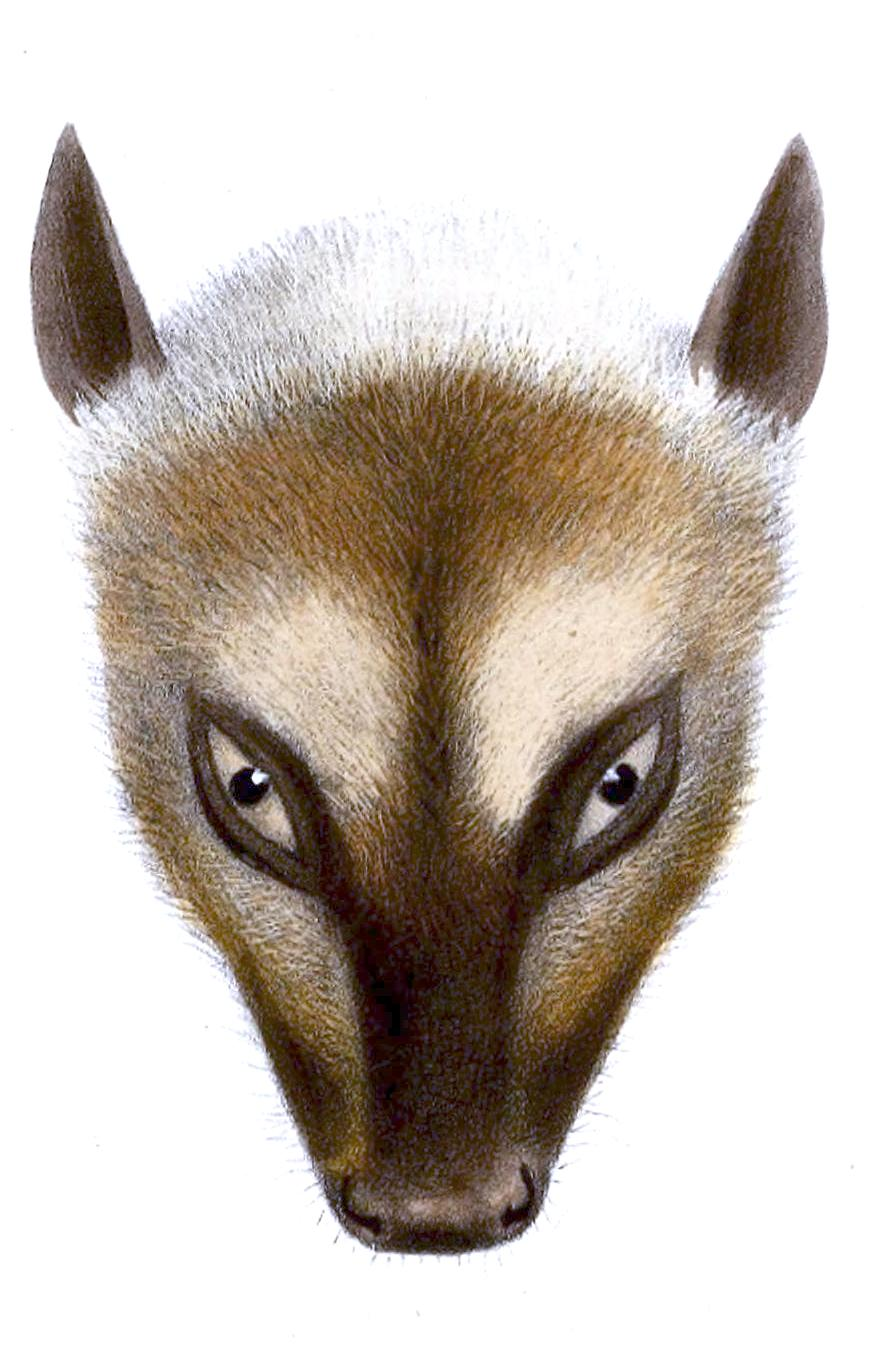
Ilustração do rosto de Pteropus neohibernicus.

Pteropus neohibernicus é o maior morcego da ilha da Nova Guiné e de toda a Melanésia. Seu antebraço mede entre 165 e 207 mm, e os indivíduos podem pesar até 1,6 kg. Isso o torna uma das espécies de morcegos mais pesadas conhecidas. Machos são geralmente maiores que fêmeas, com comprimento de cabeça e corpo entre 266 e 330 mm para machos e entre 234 e 280 mm para fêmeas. Os antebraços medem de 190 a 207 mm nos machos e de 165 a 173 mm nas fêmeas. Os machos também possuem dentes caninos visivelmente maiores que os das fêmeas. A subespécie P. n. hilli é menor que P. n. neohibernicus.
A coloração de sua pelagem é variável, frequentemente marrom-dourada, com a pelagem das costas geralmente esparsa ou ausente. A pelagem das costas, quando presente, é castanho-avermelhada, podendo variar entre tons escuros ou claros, com uma dispersão variável de pelos de cor couro (amarelo-acastanhado). A pelagem é mais escura nas laterais das costas, na região lombar e na parte superior das coxas, sendo mais clara no centro das costas e na região lombar.
Possui um manto, ou seja, uma pelagem de cor contrastante nas laterais e na parte traseira do pescoço, geralmente amarelada, com o topo da cabeça mais escuro que o manto. A pelagem do manto e da barriga é mais longa que a das costas, medindo de 11 a 15 mm, contra 5 a 10 mm nas costas. A coloração marrom-escura no topo da cabeça frequentemente se estende pelas laterais do rosto e entre os olhos, às vezes formando um padrão indistinto em forma de "T".

## Biologia e ecologia

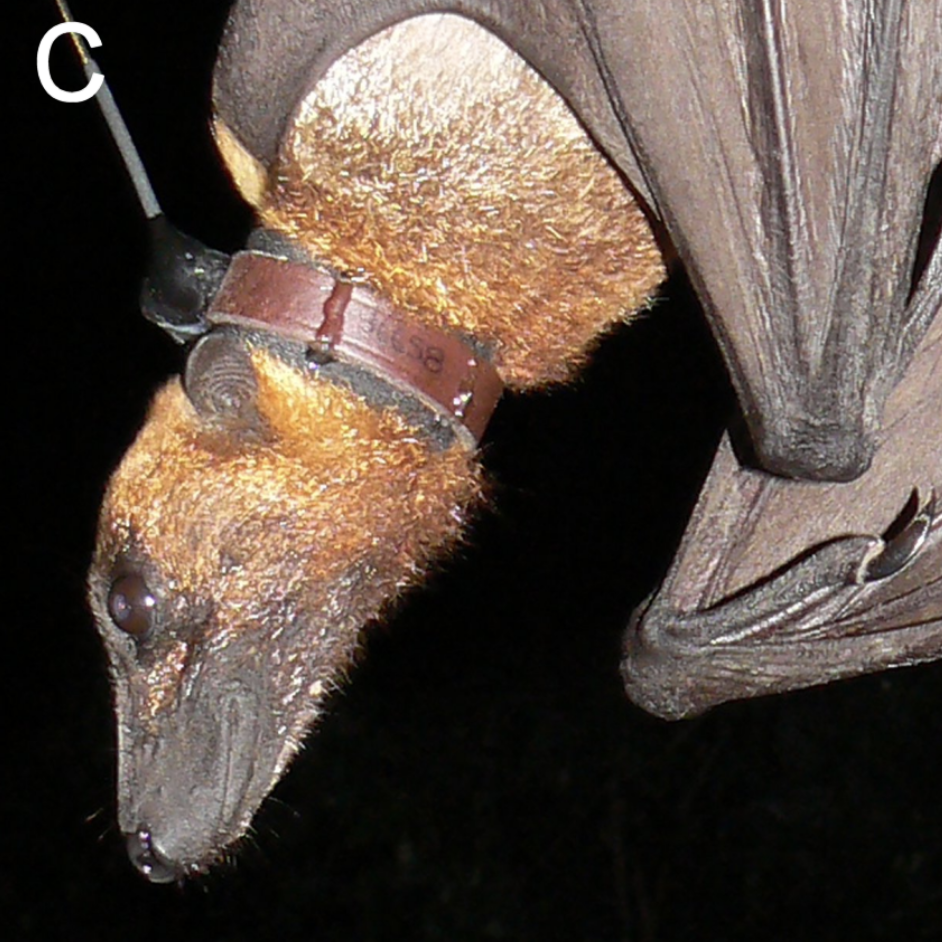
Pteropus neohibernicus com coleira GPS alimentada por bateria.

Pteropus neohibernicus é altamente gregário, formando colônias com milhares de indivíduos. Durante o dia, repousa no topo de árvores altas, muitas vezes próximas a assentamentos humanos. À noite, deixa seu poleiro para forragear frutas, incluindo frutos da família Sapotaceae, figos e frutos de mafumeira. Ocasionalmente, forrageia durante o dia, sendo observado coletando frutas flutuantes na superfície do mar.
As fêmeas dão à luz um único filhote por vez. Perto de Fulleborn, na Papua-Nova Guiné, acredita-se que o nascimento ocorra no início de dezembro. No Arquipélago de Bismarck, fêmeas com filhotes meio crescidos foram observadas em junho. Há especulações de que os sexos podem se segregar em poleiros diferentes em parte do ano, como ocorre com Pteropus tonganus, embora isso não tenha sido confirmado.
Pteropus neohibernicus é parasitado por nematódeos do gênero Litomosa, com a espécie L. hepatica descrita a partir desse morcego.

## Distribuição e habitat
Pteropus neohibernicus é endêmico das ilhas do sudoeste do Pacífico, incluindo a Nova Guiné, o Arquipélago de Bismarck e as Ilhas Raja Ampat, que pertencem à Indonésia e à Papua-Nova Guiné. Há um registro na Ilha Thursday, Austrália. Sua distribuição inclui ilhas pequenas, como a Ilha Karkar e a Ilha Sakar. Não se sabe por que ele não ocorre em ilhas maiores próximas, como o Arquipélago das Luisíadas ou as Ilhas d'Entrecasteaux.
Foi documentado em altitudes de 0 a 1.400 m acima do nível do mar, habitando florestas e savanas.

## Conservação

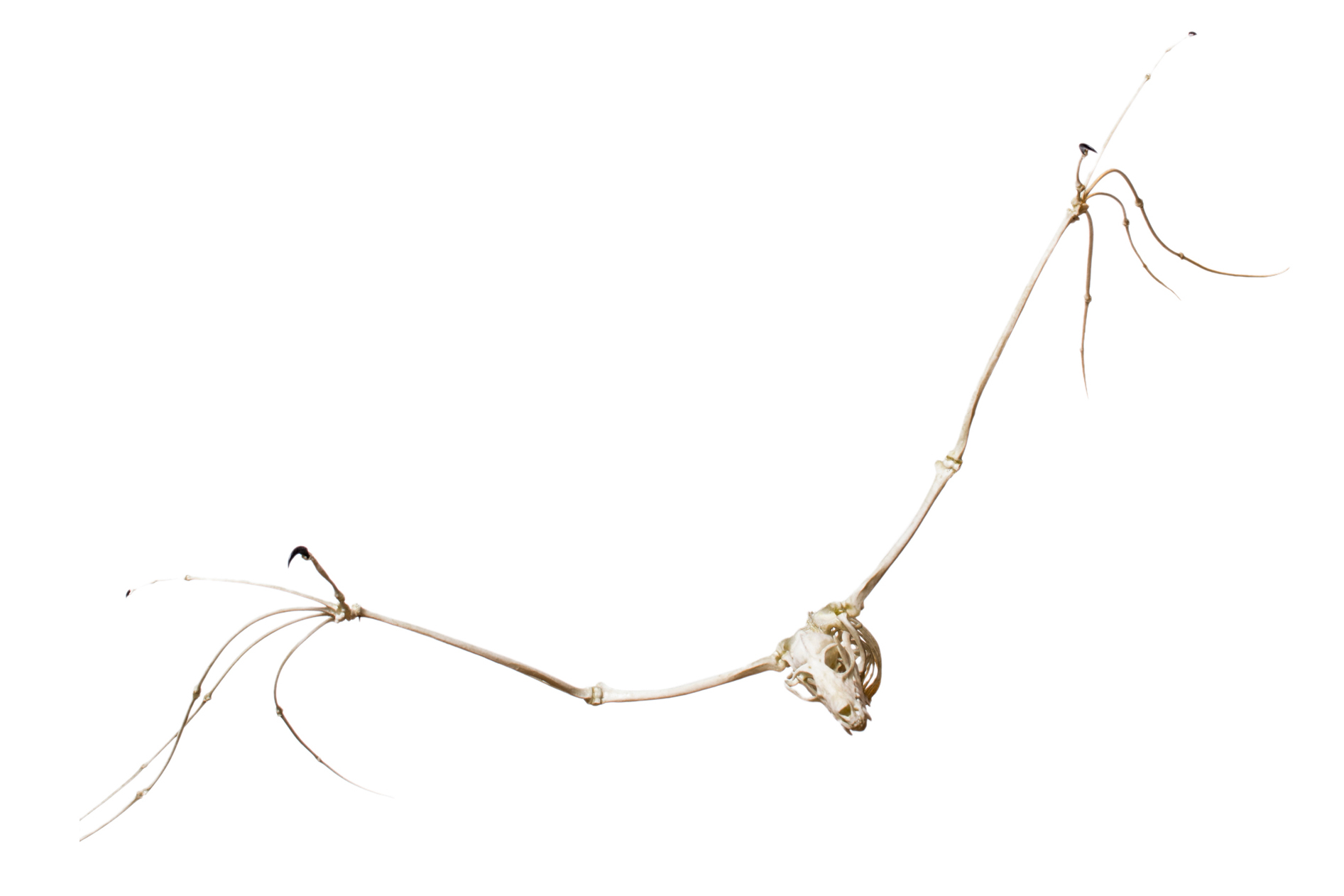
Esqueleto de Pteropus neohibernicus.

Pteropus neohibernicus pode ser ameaçado por doenças. Em 1985, muitos indivíduos mortos ou moribundos foram encontrados sob seus poleiros na Ilha Manus. Esse evento de mortalidade em massa durou semanas em toda a ilha, e por anos não foram avistados morcegos Pteropus neohibernicus. Como outras espécies de Pteropus, está incluído no Apêndice II da Convenção sobre o Comércio Internacional das Espécies Silvestres Ameaçadas de Extinção (CITES). O Apêndice II é menos restritivo que o Apêndice I, mas indica que a espécie pode se tornar ameaçada de extinção se o comércio não for controlado.
É considerado uma espécie comum e abundante, classificado como espécie pouco preocupante pela IUCN desde 2008. Não se sabe se sua população está aumentando, diminuindo ou estável.

## Relação com humanos
Pteropus neohibernicus foi estudado para determinar seu papel na ecologia do vírus Hendra [en], um vírus zoonótico que pode infectar humanos. Na costa norte da Papua-Nova Guiné, o morcego apresentou soropositividade para anticorpos contra o vírus. Na Papua-Nova Guiné, é caçado para carne de caça. A caça ocorre em grande parte de sua área de distribuição, com maior intensidade na província de Sepik Oriental. Um relatório de 1984 observou que povos locais capturavam os morcegos com as mãos ou os matavam com flechas.
Na língua Dadibi, uma história do folclore inclui Pteropus neohibernicus. A narrativa conta que, em um tempo em que os homens Dadibi não tinham genitais, aqueles que não conseguiram adquiri-los se transformaram em Pteropus neohibernicus. Ele possui vários nomes locais, como yolan (língua Olo), sewio (língua Mian), domwane (Dadibi), ene (Pawia) e mariboi (Fife Bay).